# Hospital de Nossa Senhora das Mercês
O Hospital de Nossa Senhora das Mercês (HNSM) é um hospital brasileiro filantrópico, de propriedade da Arquiconfraria de Nossa Senhora das Mercês, com sede em São João del-Rei, Minas Gerais. Busca a certificação de hospital universitário pelos ministérios da Saúde e da Educação, através da Universidade Federal de São João del-Rei (UFSJ).

## Construção e inauguração
A história do HNSM possui relação com uma promessa feita por Antônio de Paula Afonso aos pés da imagem mercedária. Após a promessa, ele deixou de ser alfaiate em São João del-Rei para se tornar um leiloeiro bem sucedido no Rio de Janeiro. Em 19 de novembro de 1936 foi lançada a pedra fundamental do Hospital de Nossa Senhora das Mercês de São João del-Rei. Em abril de 1942 iniciaram as obras de construção e em 05 de novembro do mesmo ano foi inaugurado o hospital, sendo que somente em 1950 a obra foi totalmente concluída.

## Parceria com a UFSJ
Ao longo da década de 2000 o HNSM acumulou muitas dívidas. Em novembro de 2015, a possibilidade de federalização do HNSM foi debatida em audiência pública. Tal possibilidade não prosperou, mas a arquiconfraria abriu a possibilidade da UFSJ se transformar em co-gestora da instituição. Com a entrada da UFSJ, o HNSM pode se tornar um hospital universitário.